# Кобургский братвурст
Ко́бургский бра́твурст (нем. Coburger Bratwurst) — сорт длинных немецких жареных колбасок, специалитет франконского Кобурга, обнаруживает сходство с тюрингенскими братвурстами. Колбаски длиной 31—32 см жарят в уличных киосках на гриле по традиции на буковых дровах с добавлением сухих сосновых шишек, которые придают характерный смолянистый аромат, и сервируют в разрезанной вертикально двойной булочке «земмель». Кобургский братвурст допускается есть с горчицей, а кетчуп считается уже моветоном. Братвурсты в Кобурге также подают с квашеной капустой и крестьянским хлебом к пиву. В 2018 году кобургские братвурсты наряду с кобургскими клёцками и кобургским луковым пирогом были признаны баварским кулинарным наследием. В Кобурге производят около тонны фирменных братвурстов в день.
Согласно пищевому законодательству Германии, фарш для кобургского братвурста готовят из жирной свинины с добавлением не менее 15 % говядины, на практике фарш на четверть состоит из безжильной говядины и телятины. Мясо грубо измельчают до размера горошины, Для связывания фарша в качестве исключения разрешается добавлять сырое куриное яйцо. Фарш приправляют солью, перцем, мускатным цветом и лимонной цедрой. Колбаски формуют в натуральную оболочку, точнее в тонкую жировую оболочку, снятую определённым образом с кишки, она оберегает колбаску от высыхания при жарке. Вес одного кобургского братвурста составляет 100—120 г. До жарки кобургские братвурсты не подвергают термической обработке, поэтому они имеют ограниченный срок хранения не более суток при температуре ниже 4 °C.
Историю кобургских братвурстов ведут с 1498 года, когда в Жирный вторник в Кобурге впервые раздавали по две жареные колбаски беднякам и детям, что зафиксировано в меню больницы Св. Георгия. По другой версии, кобургский братвурст появился в 1530 году по случаю пребывания в городе Мартина Лютера и для угощения королевской свиты. Достоверно известно о том, что братвурстами на Рыночной площади в Кобурге торговали в начале XIX века. В 1827 году в гостинице на площади останавливался композитор К. Ф. Цельтер, который в письме близкому другу И. В. Гёте сообщал, что колбаски жарят у него под окном на огне с шести утра и их запахом возможно пропитался сам лист письма.
С XVII века символический контроль за изготовлением кобургских братвурстов осуществляет с крыши Кобургской ратуши «братвурстный человечек» — скульптура святого Маврикия. Жезл полководца в его правой руке, который на самом деле является рукописным свитком, кобургцы уже несколько столетий считают эталоном длины местного братвурста, которая считалась 35—40 см. В 1982 году жезл святого измерили, его длина оказалась 31 см.
В 2014 году при контроле качества кобургских братвурстов было обнаружено значительное превышение допустимых норм канцерогенных полициклических ароматических углеводородов, образующихся при попадании жира в открытый огонь. Традиционному процессу приготовления братвурстов в Кобурге угрожал запрет, в ожидании официального решения ЕС в Кобурге усовершенствовали применяемые грили: уменьшили просветы в решётке и подняли её на три сантиметра. Кроме того, сосновые шишки теперь используют только для первоначальной обжарки, до готовности колбаски доводят уже на буковых углях.